# Hans Backman
Hans-Christer Backman, född 8 februari 1963 i Österhaninge församling i Stockholms län, är en svensk politiker (folkpartist). Han var ordinarie riksdagsledamot 2002–2014, invald för Gävleborgs läns valkrets. Före sin tid som riksdagsledamot var han politisk sekreterare på Folkpartiets riksdagskansli i fyra år.
I riksdagen var Backman ledamot i arbetsmarknadsutskottet 2006–2013 och socialförsäkringsutskottet 2013–2014. Han var även suppleant i kulturutskottet, näringsutskottet och Riksrevisionens styrelse, samt revisor i Systembolaget AB 2013–2014.